# Maurice Lecoq
Maurice Lecoq (n. 26 martie 1854, Angers, Franța – d. 16 decembrie 1925, Angers, Franța) a fost un trăgător de tir ce a reprezentat Franța, medaliat olimpic. A participat la 2 ediții ale Jocurilor Olimpice (1900, 1908) în care a câștigat o medalie de argint și două medalii de bronz.